# Talet et Chattaha
Talet et Chattaha est un petit village chrétien maronite situé dans le nord du Liban, à Akkar. Sa nomenclature signifie la colline (Talet) suivie d'un terrain étendu (Chattaha). Il est situé à 130 km de Beyrouth (la capitale du Liban).
Saint Georges est le Saint du village. Sa fête est le 23 avril de chaque année. À cette date, les gens de Talet et Chattaha se réunissent pour une messe.

## Caractéristiques
L'une des caractéristiques importantes de ce petit village est le pourcentage très élevé des gens diplômés. En effet, Talet et Chattaha  comporte plusieurs docteurs universitaires, ingénieurs, médecins, et avocats. De nombreux ingénieurs, hommes d'affaires, gestionnaires, informaticiens se trouvent aux pays arabes ou en Afrique pour un travail. À noter que plusieurs d'entre eux ont pu devenir des chefs d'entreprises.
Pour les gens les plus âgés, le métier le plus répandu était l'enseignement dans une école.
Les familles du village se constituent de :
Al Hage, Kalkach, Kaddissi, Barbar, Bechara, Abou Hanna, Abou Halloun, Aouad, Wehbe, Gerges, Jbeily, Ishac, Habib, Khalil, Zeinoun, Tannous, Sassin.

## La Population
Un pourcentage élevé des gens de Talet et Chattaha ont quitté leur village pour habiter à Beyrouth ou à Tripoli, dans le but de trouver un travail. Pendant les vacances et les fêtes ces personnes visitent souvent leur village.

## La Mairie
Le premier conseil municipal à Talet et Chattaha a été élu le 29 juin 2010. Il était composé de: Antonios Al Hage (Maire), Bassam Kaddissi (Vice Maire), Khalil Barbar, Salim Bechara, Antonios Habib, Simon Ishac, Walid Al Hage, Gerges Kaddissi, et Hamid Al Hage.
Le deuxième conseil municipal à Talet et Chattaha a été élu le 31 mai 2016. Il est composé de: Roni Al Hage (Maire), Aziz Barbar (Vice Maire), Toni Kaddissi, Toni Abou Halloun, Georges Al Hage, Rima Bechara, Joseph Kaddissi, Jacques Abou Hanna, et Raline Al Hage.

## Le Climat
| Mois                              | jan. | fév. | mars | avril | mai | juin | jui. | août | sep. | oct. | nov. | déc. |
| --------------------------------- | ---- | ---- | ---- | ----- | --- | ---- | ---- | ---- | ---- | ---- | ---- | ---- |
| Température minimale moyenne (°C) | 10   | 12   | 14   | 15    | 20  | 23   | 26   | 29   | 23   | 18   | 16   | 13   |
| Température maximale moyenne (°C) | 13   | 14   | 18   | 21    | 25  | 28   | 30   | 33   | 28   | 26   | 21   | 15   |